# Loona (Band)/Diskografie
Diese Diskografie ist eine Übersicht über die musikalischen Werke der südkoreanischen Girlgroup Loona. Die Gruppe wurde 2016 von Blockberry Creative gegründet. Loona besteht aus zwölf Mitgliedern und drei Sub-Units (LOOΠΔ 1/3, LOOΠΔ Odd Eye Circle und LOOΠΔ yyxy), die alle schon vor dem offiziellen Debüt am 20. August 2018 Singles, Single-Alben oder EPs veröffentlicht haben.

## Alben

### Remixalben
| Jahr | Titel Musiklabel                          | Höchstplatzierung, Gesamtwochen, AuszeichnungChartplatzierungen (Jahr, Titel, Musiklabel, Platzierungen, Wochen, Auszeichnungen, Anmerkungen) | Höchstplatzierung, Gesamtwochen, AuszeichnungChartplatzierungen (Jahr, Titel, Musiklabel, Platzierungen, Wochen, Auszeichnungen, Anmerkungen) | Höchstplatzierung, Gesamtwochen, AuszeichnungChartplatzierungen (Jahr, Titel, Musiklabel, Platzierungen, Wochen, Auszeichnungen, Anmerkungen) | Anmerkungen                             |
| Jahr | Titel Musiklabel                          | KR | JP | US | Anmerkungen                             |
| ---- | ----------------------------------------- | --- | --- | --- | --------------------------------------- |
| 2021 | Not Friends Special Edition Big Ocean ENM | KR3 (2 Wo.)KR | — | — | Erstveröffentlichung: 16. November 2021 |

### EPs
| Jahr                                          | Titel Musiklabel                                                         | Höchstplatzierung, Gesamtwochen, AuszeichnungChartplatzierungen (Jahr, Titel, Musiklabel, Platzierungen, Wochen, Auszeichnungen, Anmerkungen) | Höchstplatzierung, Gesamtwochen, AuszeichnungChartplatzierungen (Jahr, Titel, Musiklabel, Platzierungen, Wochen, Auszeichnungen, Anmerkungen) | Höchstplatzierung, Gesamtwochen, AuszeichnungChartplatzierungen (Jahr, Titel, Musiklabel, Platzierungen, Wochen, Auszeichnungen, Anmerkungen) | Anmerkungen                              |
| Jahr                                          | Titel Musiklabel                                                         | KR | JP | US | Anmerkungen                              |
| --------------------------------------------- | ------------------------------------------------------------------------ | --- | --- | --- | ---------------------------------------- |
| Veröffentlichungen vor dem offiziellen Debüt  |                                                                          | | | |                                          |
|                                               |                                                                          | | | |                                          |
| 2017                                          | Love & Live (LOOΠΔ 1/3) Blockberry Creative, CJ E&M                      | KR10 (6 Wo.)KR | — | — | Erstveröffentlichung: 13. März 2017      |
| 2017                                          | Love & Evil a (LOOΠΔ 1/3) Blockberry Creative, CJ E&M                    | KR24 (6 Wo.)KR | — | — | Erstveröffentlichung: 27. April 2017     |
| 2017                                          | Mix & Match (LOOΠΔ Odd Eye Circle) Blockberry Creative, Windmill Media   | KR16 (8 Wo.)KR | — | — | Erstveröffentlichung: 21. September 2017 |
| 2017                                          | Max & Match b (LOOΠΔ Odd Eye Circle) Blockberry Creative, Windmill Media | KR7 (8 Wo.)KR | — | — | Erstveröffentlichung: 31. Oktober 2017   |
| 2017                                          | Beauty & the Beat (LOOΠΔ yyxy) Blockberry Creative, Windmill Media       | KR4 (11 Wo.)KR | — | — | Erstveröffentlichung: 30. Mai 2018       |
| Veröffentlichungen nach dem offiziellen Debüt |                                                                          | | | |                                          |
|                                               |                                                                          | | | |                                          |
| 2018                                          | [+ +] Blockberry Creative, Windmill Media                                | KR2 (16 Wo.)KR | — | — | Erstveröffentlichung: 20. August 2018    |
| 2019                                          | [X X] c Blockberry Creative, Kakao M                                     | KR3 (8 Wo.)KR | — | — | Erstveröffentlichung: 19. Februar 2019   |
| 2020                                          | [#] Blockberry Creative, Kakao M                                         | KR2 (6 Wo.)KR | — | — | Erstveröffentlichung: 5. Februar 2020    |
| 2020                                          | [12:00] Blockberry Creative, Kakao M                                     | KR4 (15 Wo.)KR | — | US112 (1 Wo.)US | Erstveröffentlichung: 19. Oktober 2020   |
| 2021                                          | [&] Blockberry Creative, Kakao Entertainment                             | KR4 (8 Wo.)KR | JP46 (1 Wo.)JP | — | Erstveröffentlichung: 28. Juni 2021      |
| 2022                                          | Flip That Blockberry Creative                                            | KR4 (6 Wo.)KR | — | — | Erstveröffentlichung: 20. Juni 2022      |

### Single-Alben
| Jahr                                         | Titel Musiklabel                                       | Höchstplatzierung, Gesamtwochen, AuszeichnungChartsChartplatzierungen (Jahr, Titel, Musiklabel, Platzierungen, Wochen, Auszeichnungen, Anmerkungen) | Anmerkungen                                               |
| Jahr                                         | Titel Musiklabel                                       | KR | Anmerkungen                                               |
| -------------------------------------------- | ------------------------------------------------------ | --- | --------------------------------------------------------- |
| Veröffentlichungen vor dem offiziellen Debüt |                                                        | |                                                           |
|                                              |                                                        | |                                                           |
| 2016                                         | HeeJin Blockberry Creative, Stone Music Entertainment  | KR18 (9 Wo.)KR | Erstveröffentlichung: 5. Oktober 2016 Verkäufe: + 2869    |
| 2016                                         | HyunJin Blockberry Creative, Stone Music Entertainment | KR12 (8 Wo.)KR | Erstveröffentlichung: 17. November 2016 /Verkäufe: + 3271 |
| 2016                                         | HaSeul Blockberry Creative, Stone Music Entertainment  | KR6 (12 Wo.)KR | Erstveröffentlichung: 15. Dezember 2016 Verkäufe: + 3545  |
| 2017                                         | YeoJin Blockberry Creative, Stone Music Entertainment  | KR11 (15 Wo.)KR | Erstveröffentlichung: 16. Januar 2017 Verkäufe: + 4084    |
| 2017                                         | ViVi Blockberry Creative, Stone Music Entertainment    | KR14 (9 Wo.)KR | Erstveröffentlichung: 17. April 2017 Verkäufe: + 1666     |
| 2017                                         | Kim Lip Blockberry Creative, Stone Music Entertainment | KR13 (17 Wo.)KR | Erstveröffentlichung: 23. Mai 2017 Verkäufe: + 6307       |
| 2017                                         | JinSoul Blockberry Creative, Stone Music Entertainment | KR18 (12 Wo.)KR | Erstveröffentlichung: 26. Juni 2017 Verkäufe: + 4636      |
| 2017                                         | Choerry Blockberry Creative, Windmill Media            | KR9 (9 Wo.)KR | Erstveröffentlichung: 28. Juli 2017 Verkäufe: + 1217      |
| 2017                                         | Yves Blockberry Creative, Windmill Media               | KR12 (8 Wo.)KR | Erstveröffentlichung: 28. November 2017 Verkäufe: + 2411  |
| 2017                                         | Chuu Blockberry Creative, Windmill Media               | KR8 (13 Wo.)KR | Erstveröffentlichung: 28. Dezember 2017 Verkäufe: + 6898  |
| 2018                                         | Go Won Blockberry Creative, Windmill Media             | KR10 (10 Wo.)KR | Erstveröffentlichung: 30. Januar 2018 Verkäufe: + 5269    |
| 2018                                         | Olivia Hye Blockberry Creative, Windmill Media         | KR11 (15 Wo.)KR | Erstveröffentlichung: 30. März 2018 Verkäufe: + 8801      |

## Singles
| Jahr                                          | Titel Album                            | Höchstplatzierung, Gesamtwochen, AuszeichnungChartplatzierungen (Jahr, Titel, Album, Platzierungen, Wochen, Auszeichnungen, Anmerkungen) | Höchstplatzierung, Gesamtwochen, AuszeichnungChartplatzierungen (Jahr, Titel, Album, Platzierungen, Wochen, Auszeichnungen, Anmerkungen) | Anmerkungen                                                                      |
| Jahr                                          | Titel Album                            | KR | JP | Anmerkungen                                                                      |
| --------------------------------------------- | -------------------------------------- | --- | --- | -------------------------------------------------------------------------------- |
| Veröffentlichungen vor dem offiziellen Debüt  |                                        | | |                                                                                  |
|                                               |                                        | | |                                                                                  |
| 2016                                          | ViViD HeeJin                           | — | — | Erstveröffentlichung: 5. Oktober 2016                                            |
| 2016                                          | Around You (다녀가요) HyunJin          | — | — | Erstveröffentlichung: 18. November 2016                                          |
| 2016                                          | Let Me In (소년, 소녀) HaSeul          | — | — | Erstveröffentlichung: 15. Dezember 2016                                          |
| 2017                                          | Kiss Later (키스는 다음에) YeoJin      | — | — | Erstveröffentlichung: 16. Januar 2017                                            |
| 2017                                          | Love & Live (지금, 좋아해) Love & Live | — | — | Erstveröffentlichung: 13. März 2017                                              |
| 2017                                          | Everyday I Love You ViVi               | — | — | Erstveröffentlichung: 17. April 2017 feat. HaSeul                                |
| 2017                                          | Sonatine (알 수 없는 비밀) Love & Evil | — | — | Erstveröffentlichung: 27. April 2017                                             |
| 2017                                          | Eclipse Kim Lip                        | — | — | Erstveröffentlichung: 23. Mai 2017                                               |
| 2017                                          | Singing in the Rain JinSeul            | — | — | Erstveröffentlichung: 26. Juni 2017                                              |
| 2017                                          | Love Cherry Motion Choerry             | — | — | Erstveröffentlichung: 28. Juli 2017                                              |
| 2017                                          | Girl Front Mix & Match                 | — | — | Erstveröffentlichung: 21. September 2017                                         |
| 2017                                          | Sweet Crazy Love Max & Match           | — | — | Erstveröffentlichung: 31. Oktober 2017                                           |
| 2017                                          | New Yves                               | — | — | Erstveröffentlichung: 28. November 2017                                          |
| 2017                                          | Heart Attack Chuu                      | — | — | Erstveröffentlichung: 28. Dezember 2017                                          |
| 2018                                          | One & Only Go Won                      | — | — | Erstveröffentlichung: 30. Januar 2018                                            |
| 2018                                          | Egoist Olivia Hye                      | — | — | Erstveröffentlichung: 30. März 2018 feat. JinSoul                                |
| 2018                                          | favOriTe [+ +]                         | — | — | Erstveröffentlichung: 7. August 2018 erste Veröffentlichung als komplette Gruppe |
| Veröffentlichungen nach dem offiziellen Debüt |                                        | | |                                                                                  |
|                                               |                                        | | |                                                                                  |
| 2018                                          | Favorite [+ +]                         | — | — | Erstveröffentlichung: 7. August 2018                                             |
| 2018                                          | Hi High [+ +]                          | — | — | Erstveröffentlichung: 20. August 2018                                            |
| 2019                                          | Butterfly [X X]                        | — | — | Erstveröffentlichung: 19. Februar 2019                                           |
| 2019                                          | 365 [#]                                | — | — | Erstveröffentlichung: 13. Dezember 2019                                          |
| 2020                                          | So What [#]                            | — | — | Erstveröffentlichung: 5. Februar 2020                                            |
| 2020                                          | Why Not? [12:00]                       | — | — | Erstveröffentlichung: 19. Oktober 2020                                           |
| 2021                                          | PTT (Paint the Town) [&]               | KR134 (1 Wo.)KR | — | Erstveröffentlichung: 28. Juni 2021                                              |
| 2022                                          | Flip That                              | KR93 (1 Wo.)KR | — | Erstveröffentlichung: 2022                                                       |
| Englische Singles                             |                                        | | |                                                                                  |
|                                               |                                        | | |                                                                                  |
| 2020                                          | Star [12:00]                           | — | — | Erstveröffentlichung: 18. November 2020                                          |
| Japanische Singles                            |                                        | | |                                                                                  |
|                                               |                                        | | |                                                                                  |
| 2021                                          | Hula Hoop / Star Seed –                | — | JP6 (5 Wo.)JP | Erstveröffentlichung: 20. Oktober 2021                                           |
| 2022                                          | Luminous –                             | — | JP3 (5 Wo.)JP | Erstveröffentlichung: 28. September 2022                                         |

## Musikvideos
| Jahr | Titel                                               | Regisseur(e)            |
| ---- | --------------------------------------------------- | ----------------------- |
| 2016 | ViViD (HeeJin)                                      | VM Project Architecture |
| 2016 | ViViD (Acoustic Mix) (Heejin)                       | VAM JINS (VAM)          |
| 2016 | Around You (HyunJin)                                | Digipedi                |
| 2016 | I’ll Be There (HeeJin & HyunJin)                    | Digipedi                |
| 2016 | Let Me in (HaSeul)                                  | Digipedi                |
| 2016 | The Carol (HeeJin, HyunJin, HaSeul)                 | Digipedi                |
| 2017 | Kiss Later (YeoJin)                                 | Digipedi                |
| 2017 | My Sunday (HeeJin & HyunJin)                        | VAM JINS (VAM)          |
| 2017 | My Melody (HaSeul & YeoJin)                         | VAM JINS (VAM)          |
| 2017 | Everyday I Love You (ViVi)                          | Digipedi                |
| 2017 | Everyday I Need You (ViVi)                          | VAM JINS (VAM)          |
| 2017 | Eclipse (Kim Lip)                                   | Digipedi                |
| 2017 | Singing in the Rain (JinSoul)                       | Digipedi                |
| 2017 | Love Cherry Motion (Choerry)                        | Digipedi                |
| 2017 | New (Yves)                                          | Digipedi                |
| 2017 | Around You (Special Version) (Hyunjin)              | UNbekannt               |
| 2017 | The Carol 2.0 (Lyric Version) (ViVi, Choerry, Yves) | UNbekannt               |
| 2017 | Heart Attack (Chuu)                                 | Digipedi                |
| 2018 | One&Only (Go Won)                                   | Digipedi                |
| 2018 | Egoist (Olivia Hye)                                 | Digipedi                |
| 2018 | Favorite                                            | Digipedi                |
| 2018 | Hi High                                             | Digipedi                |
| 2019 | Butterfly                                           | Digipedi                |
| 2020 | So What                                             | Digipedi                |
| 2020 | Why Not?                                            | Digipedi                |
| 2020 | Star                                                | MOSWANTD                |
| 2021 | PTT (Paint the Town)                                | Digipedi                |
| 2021 | Hula Hoop                                           | Digipedi                |
| 2022 | Flip That                                           | Zanybros                |
| 2022 | Luminous                                            | Digipedi                |

## Statistik

### Chartauswertung
|                     | KR     | JP    | US    |
| ------------------- | ------ | ----- | ----- |
| Nummer-eins-Alben   | KR—KR  | JP—JP | US—US |
| Top-10-Alben        | KR13KR | JP—JP | US—US |
| Alben in den Charts | KR23KR | JP1JP | US1US |

|                       | KR    | JP    |
| --------------------- | ----- | ----- |
| Nummer-eins-Singles   | KR—KR | JP—JP |
| Top-10-Singles        | KR—KR | JP2JP |
| Singles in den Charts | KR2KR | JP2JP |